# Dendrobium guamense
Dendrobium guamense là một loài thực vật có hoa trong họ Lan. Loài này được Ames mô tả khoa học đầu tiên năm 1914.